# ノーサンプトン郡 (ノースカロライナ州)
ノーサンプトン郡（ノーサンプトンぐん、英: Northampton County）は、アメリカ合衆国ノースカロライナ州の北東部に位置する郡である。2010年国勢調査での人口は22,099人であり、2000年の22,086人から0.1%増加した。郡庁所在地はジャクソン町（人口513人）であり、同郡で人口最大の町はガストン町（人口1,152人）である。
ノーサンプトン郡はロアノークラピッズ小都市圏に属している。

## 歴史
ノーサンプトン郡は1741年にバーティ郡から分離して設立された。郡名は第5代ノーサンプトン伯爵ジェイムズ・コンプトンに因んで名付けられた。
1759年、ノーサンプトン郡、バーティ郡、チョウォーン郡のそれぞれ一部を合わせてハートフォード郡が設立された。

## 郡政府
ノーサンプトン郡は、地域自治体の組織であるアッパー・コースタル・プレーン自治体委員会のメンバーである。

### 政治
ノーサンプトン郡は昔から民主党支持の郡であり、1972年アメリカ合衆国大統領選挙では、民主党のジョージ・マクガヴァンを支持した州内で2つしかなかった郡の1つだった。民主党大統領候補でノーサンプトン郡を制することができなかったのは、1896年のウィリアム・ジェニングス・ブライアンが最後になっている。最近5回の大統領選挙でも民主党候補は常に63%以上を獲得してきた。
アメリカ合衆国下院ではノースカロライナ州第1選挙区に属し、クック投票動向指数では民主党+9であり、1899年から一貫して民主党員を送り出し続けている。現職のG・K・バターフィールドは2004年から連続して務めている。

## 地理
アメリカ合衆国国勢調査局に拠れば、郡域全面積は551平方マイル (1,430 km2)であり、このうち陸地536平方マイル (1,390 km2)、水域は14平方マイル (36 km2)で水域率は2.57%である。

### 郡区
ノーサンプトン郡は9つの郡区に分割されている。ガストン、ジャクソン、カービー、オコニーチー、プレザントヒル、リッチスクエア、ロアノーク、シーボード、ウィカニーの各郡区である。

### 主要高規格道路
- 州間高速道路95号線
- アメリカ国道158号線
- アメリカ国道258号線
- アメリカ国道301号線
- ノースカロライナ州道35号線
- ノースカロライナ州道46号線
- ノースカロライナ州道48号線
- ノースカロライナ州道186号線
- ノースカロライナ州道305号線
- ノースカロライナ州道308号線
- ノースカロライナ州道561号線

### 隣接する郡
- グリーンズビル郡 (バージニア州) - 北
- サウサンプトン郡 (バージニア州) - 北東
- ハートフォード郡 - 東
- バーティ郡 - 南東
- ハリファックス郡 - 南西
- ウォーレン郡 - 北西
- ブランズウィック郡 (バージニア州) - 北北西

## 人口動態
以下は2000年の国勢調査による人口統計データである。
| 基礎データ - 人口: 22,086人 - 世帯数: 8,691 世帯 - 家族数: 5,953 家族 - 人口密度: 16人/km2（41人/mi2） - 住居数: 10,455軒 - 住居密度: 8軒/km2（20軒/mi2） 人種別人口構成 - 白人: 39.09% - アフリカン・アメリカン: 59.43% - ネイティブ・アメリカン: 0.32% - アジア人: 0.09% - 太平洋諸島系: 0.05% - その他の人種: 0.39% - 混血: 0.63% - ヒスパニック・ラテン系: 0.73% | 年齢別人口構成 - 18歳未満: 24.3% - 18-24歳: 6.9% - 25-44歳: 26.5% - 45-64歳: 24.9% - 65歳以上: 17.4% - 年齢の中央値: 40歳 - 性比（女性100人あたり男性の人口） - 総人口: 92.0 - 18歳以上: 88.6 世帯と家族（対世帯数） - 18歳未満の子供がいる: 27.7% - 結婚・同居している夫婦: 45.5% - 未婚・離婚・死別女性が世帯主: 18.3% - 非家族世帯: 31.54% - 単身世帯: 28.4% - 65歳以上の老人1人暮らし: 13.2% - 平均構成人数 - 世帯: 2.44人 - 家族: 2.99人 | 収入と家計 - 収入の中央値 - 世帯: 26,652米ドル - 家族: 34,648米ドル - 性別 - 男性: 27,970米ドル - 女性: 21,183米ドル - 人口1人あたり収入: 15,413米ドル - 貧困線以下 - 対人口: 21.3% - 対家族数: 17.0% - 18歳未満: 29.8% - 65歳以上: 21.5% |

## 都市と町

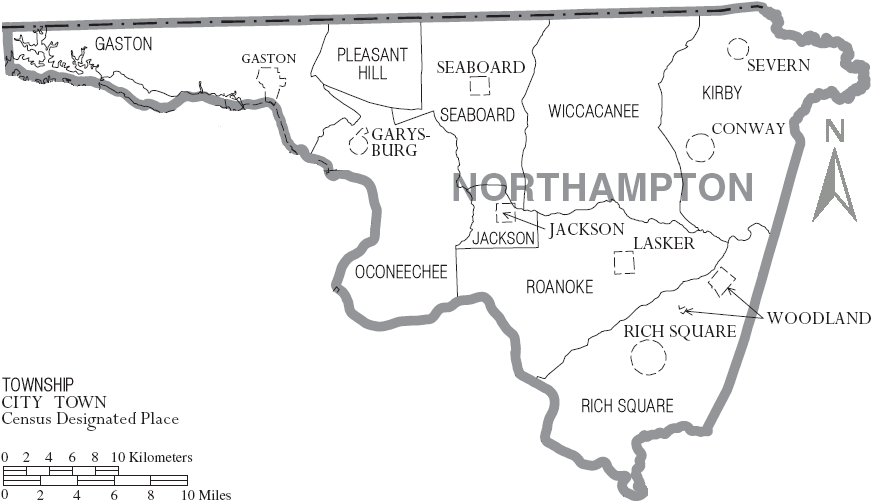
ノーサンプトン郡の自治体と郡区

| - コンウェイ - ゲーリーズバーグ - ガストン | - ジャクソン - 郡庁所在地 - ラスカー - リッチスクエア | - シーボード - セバーン - ウッドランド |